# 北海道生搾り
北海道生搾り(ほっかいどうなましぼり)は、サッポロビールが製造･販売している発泡酒である。

## 概要
2001年に発売。2007年9月より「北海道生搾りみがき麦」に名称変更していたが、2010年4月のリニューアルで｢北海道生搾り｣に復帰した。それに伴い、第一麦汁の量を従来の1.5倍以上にした｢澄みきり搾り製法｣を導入。麦芽になる大麦には北海道産の｢りょうふう｣、ホップは富良野産を一部使用している。
かつて発泡酒全盛期には主力商品として位置づけられ、CMプロモーションも積極的に行われていたが、第三のビールが低価格商品の主戦場となった2014年現在では、一般量販店での販売量も少なくなっているが、北海道においては根強い人気があり、北海道限定でCMが放映されている。
一方で業務用として活路を見いだし、樽生を販売している。これは発泡酒としては珍しい。2023年9月現在における国産の発泡酒・第三のビール（のちの発泡酒②）で業務用向けの樽生・樽詰製品が販売されているのは、他に同じサッポロビールの『麦とホップ エクストラリッチ』、キリンビールの『麒麟淡麗〈生〉』、および『のどごし〈生〉』、アサヒビールの『クリアアサヒ』となっており、その一方でサントリーは既に業務用向けの樽生・樽詰製品の発泡酒・第三のビールから完全撤退している。

## 原材料
- 麦芽
- ホップ
- 大麦
- 糖類

## 栄養成分（100 mLあたり）
- エネルギー:44 kcal
- タンパク質：0.1 - 0.2 g
- 脂質:0 g
- 糖質:3.2 g
- 食物繊維:0.0 - 0.1 g
- ナトリウム：0 mg

## その他
- 商品のラインナップは樽生(20l)、樽生(10l)、缶(500ml)、缶(350ml)。

## かつて存在したシリーズ商品
- 北海道生搾り Half&Herb(カロリー50%オフ･糖質80%オフ･オレンジピール配合)
- 北海道生搾り FIBER(食物繊維入り)
- 北海道生搾り とれたてホップ(2003年限定醸造)
- 麦100%生搾り(大麦100%(麦芽は25%未満)･糖質50%オフ)
- 北海道生搾り 富良野スペシャル(2004年と2005年の懸賞当選品)

## CMキャラクター
- もたいまさこ
- 小林聡美
- 酒井若菜
- 中沢なつき
- 村上恵梨
- MEGUMI
- 新庄剛志
- 中島みゆき
- 恩田三姉妹（もたいまさこ・小林聡美・室井滋）
- エド・はるみ
- 照英
- 安田顕、中村果生莉